# Vreugdevuur

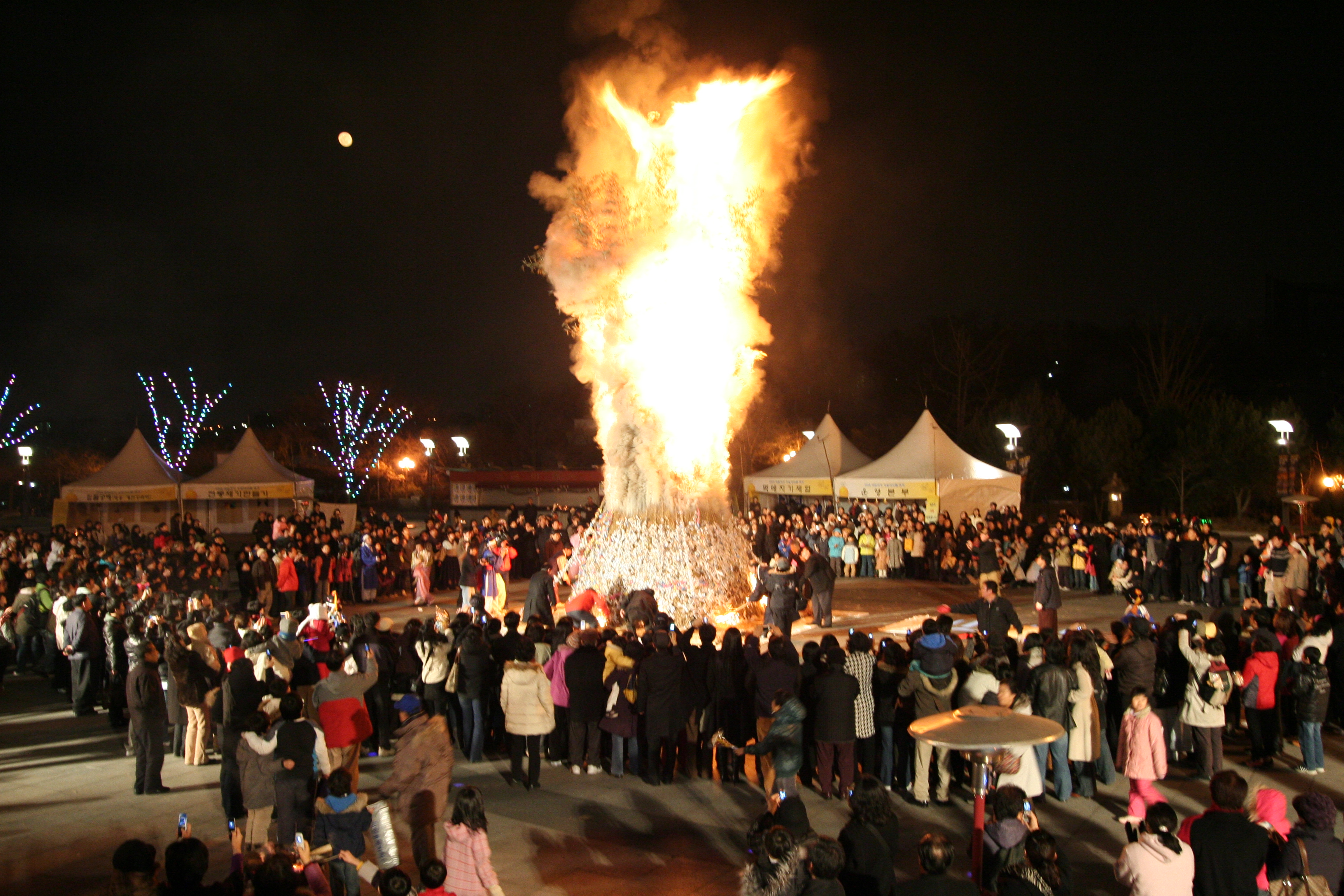
Vollemaansfestival in Korea

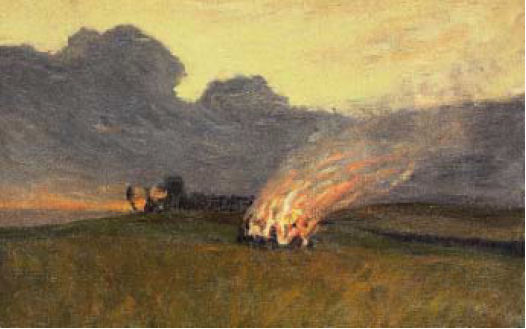
Landschap met vreugdevuur, Paul Gauguin (1892)

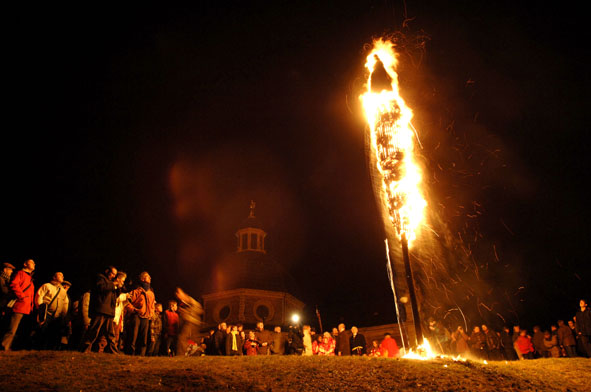
Krakelingen en Tonnekesbrand in Geraardsbergen (België): een stropop wordt verbrand om de winter te verjagen en de nieuwe lente te verwelkomen

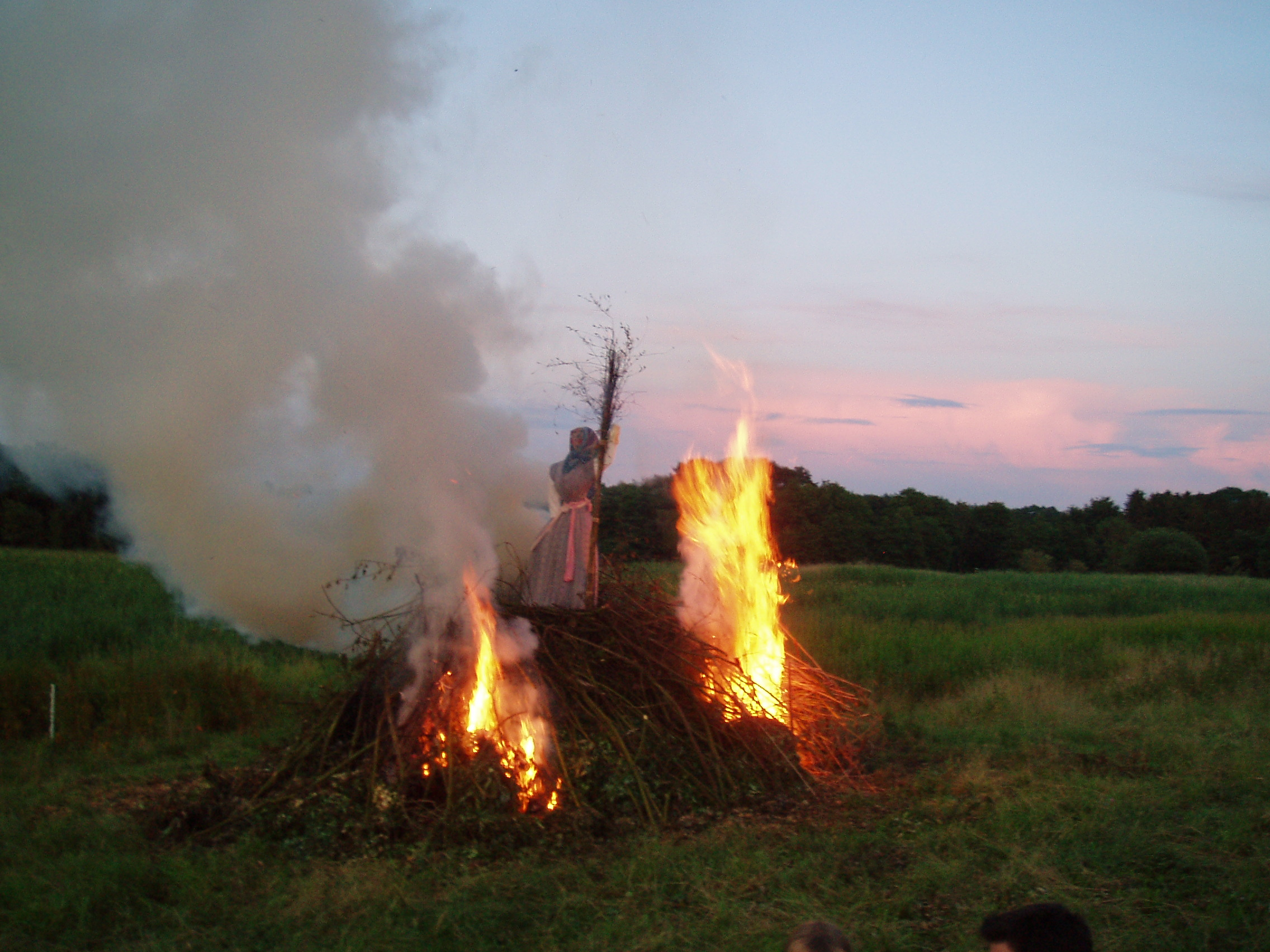
De traditionele verbranding van een heks bij het Sankt Hans aften (een midzomerfeest) in Denemarken

Een vreugdevuur is een groots door mensen opgebouwd en gecontroleerd vuur om iets te vieren.
Na bijvoorbeeld vastentijd, oorlogstijd of bij de afsluiting van het jaar is het soms gebruikelijk om een groot vreugdevuur aan te steken. In zo'n vuur wordt symbolisch het (moeizame) verleden verbrand en achter zich gelaten. Soms wordt hiervoor als symbool een (stro)pop gebruikt. Vaak wordt er in een cirkel om het vuur gedanst en gefeest.

## Voorbereiding
Voor het vuur worden meestal oude en kapotte spullen (als symbool voor het verleden) verzameld, soms aangevuld met complete bomen (zoals bij een kerstboomverbranding of bijvoorbeeld voor het paasvuur).

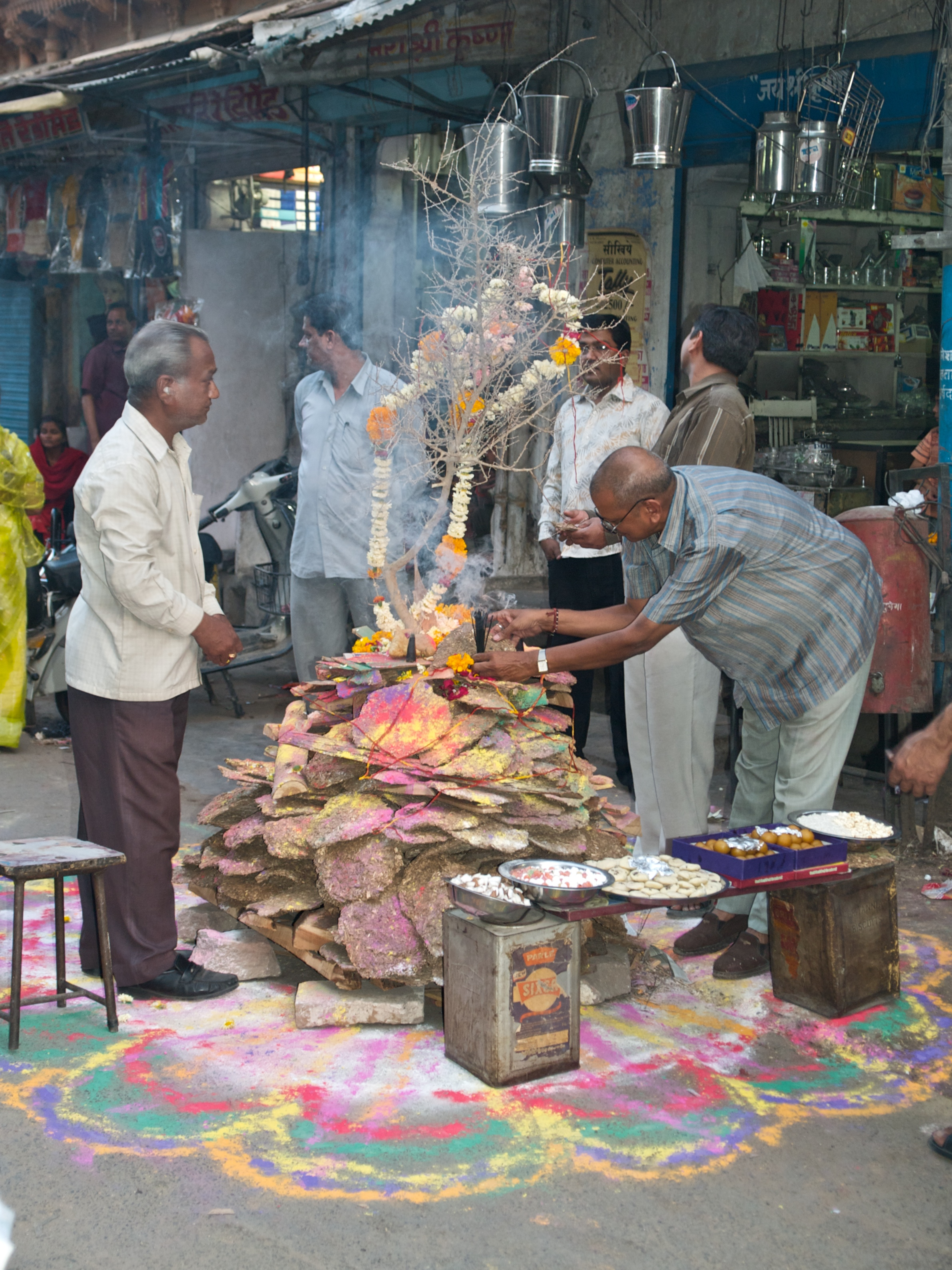
Voorbereidingen voor Holikadahan (het verbranden van Holika; het kwade) tijdens volle maan van de maand Phaalguna
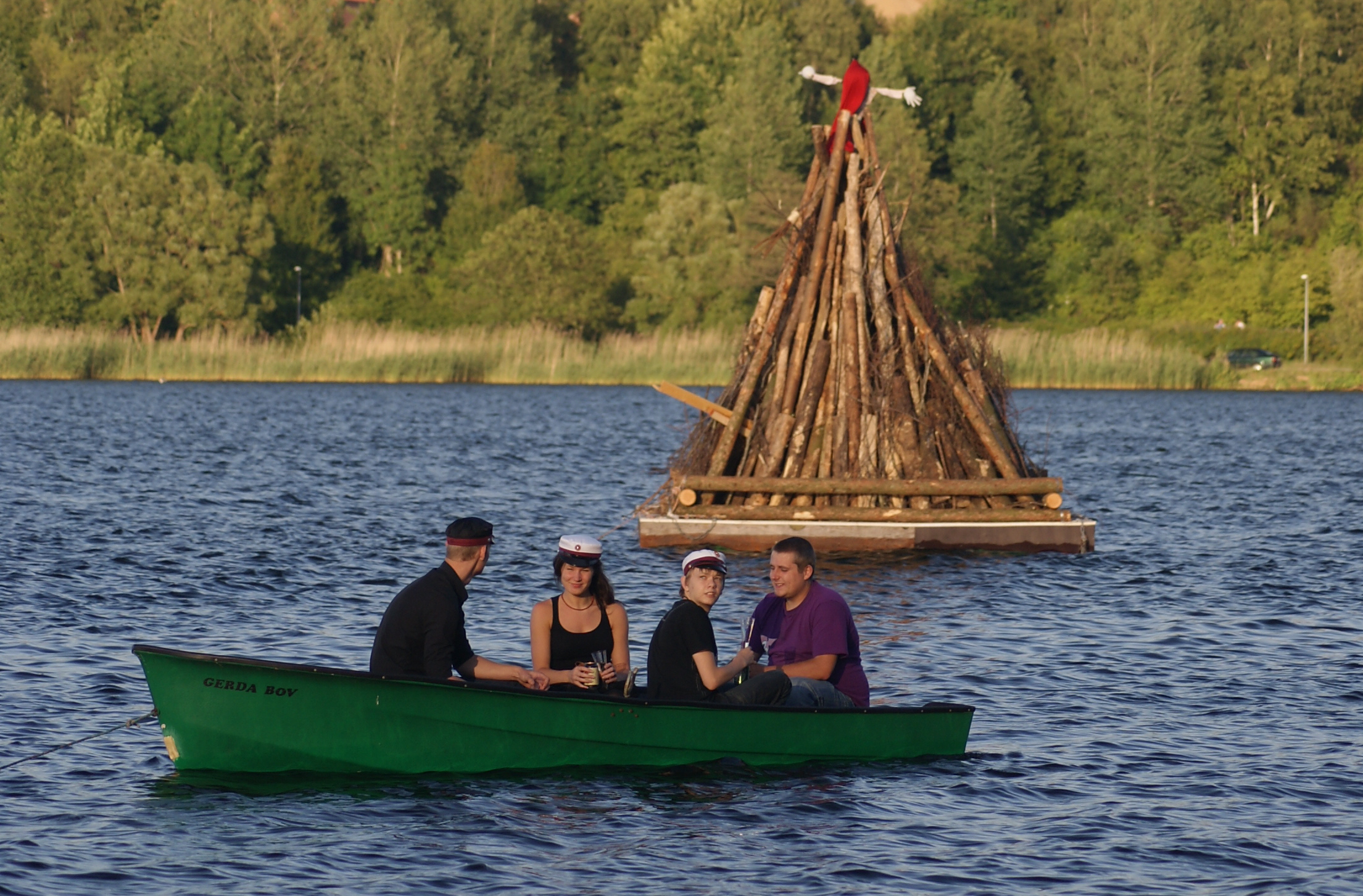
Een  heks, gemaakt van oude kleding en hout, wordt verbrand tijdens Sankt Hans (het midzomerfeest) in Denemarken.
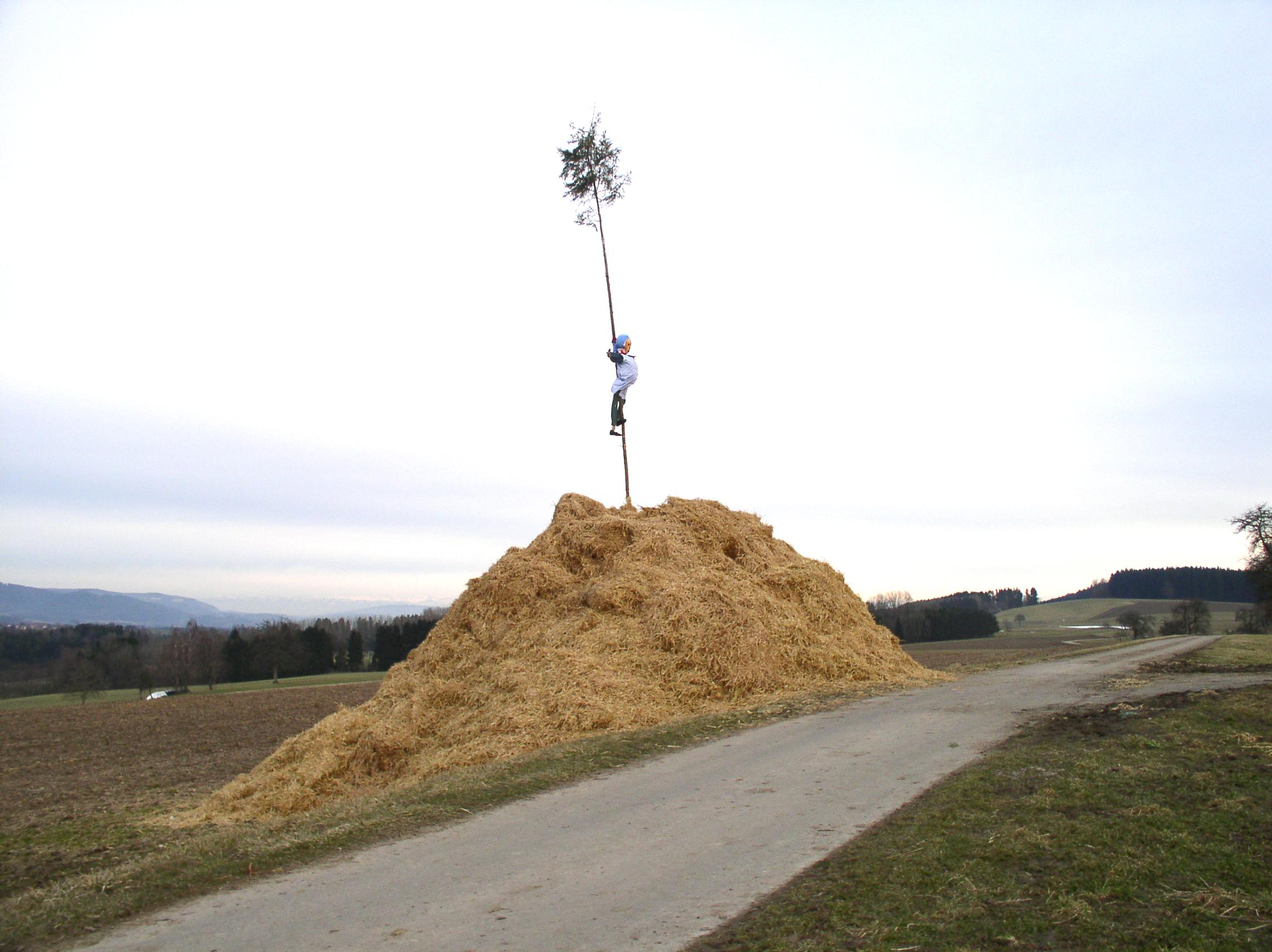
Hoop stro met Funkentanne en daaraan bevestigde pop van een heks. Dit wordt in brand gestoken tijdens het traditionele Funkenfeuer.
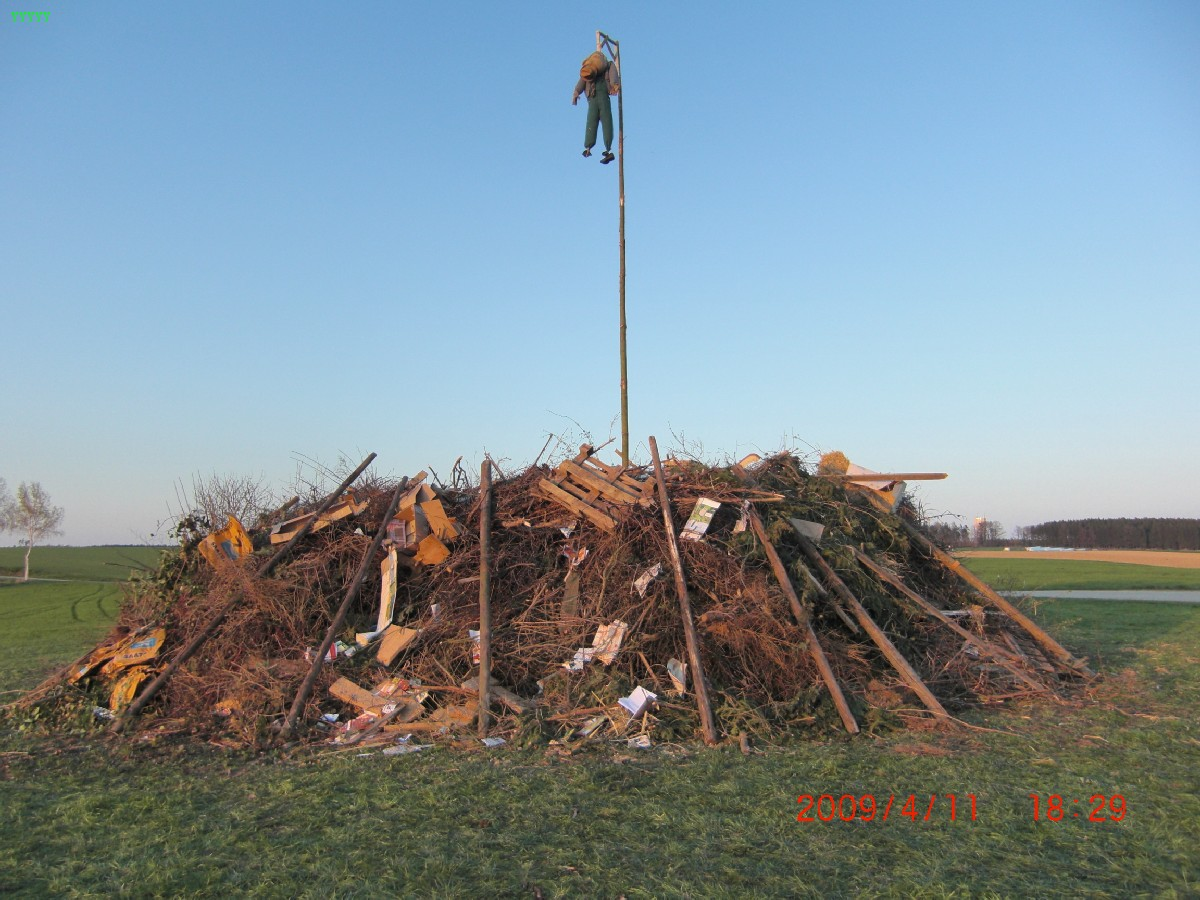
Voorbereiding van Ostermobrenna in Fahrenzhausen: een stropop hangt aan een galg
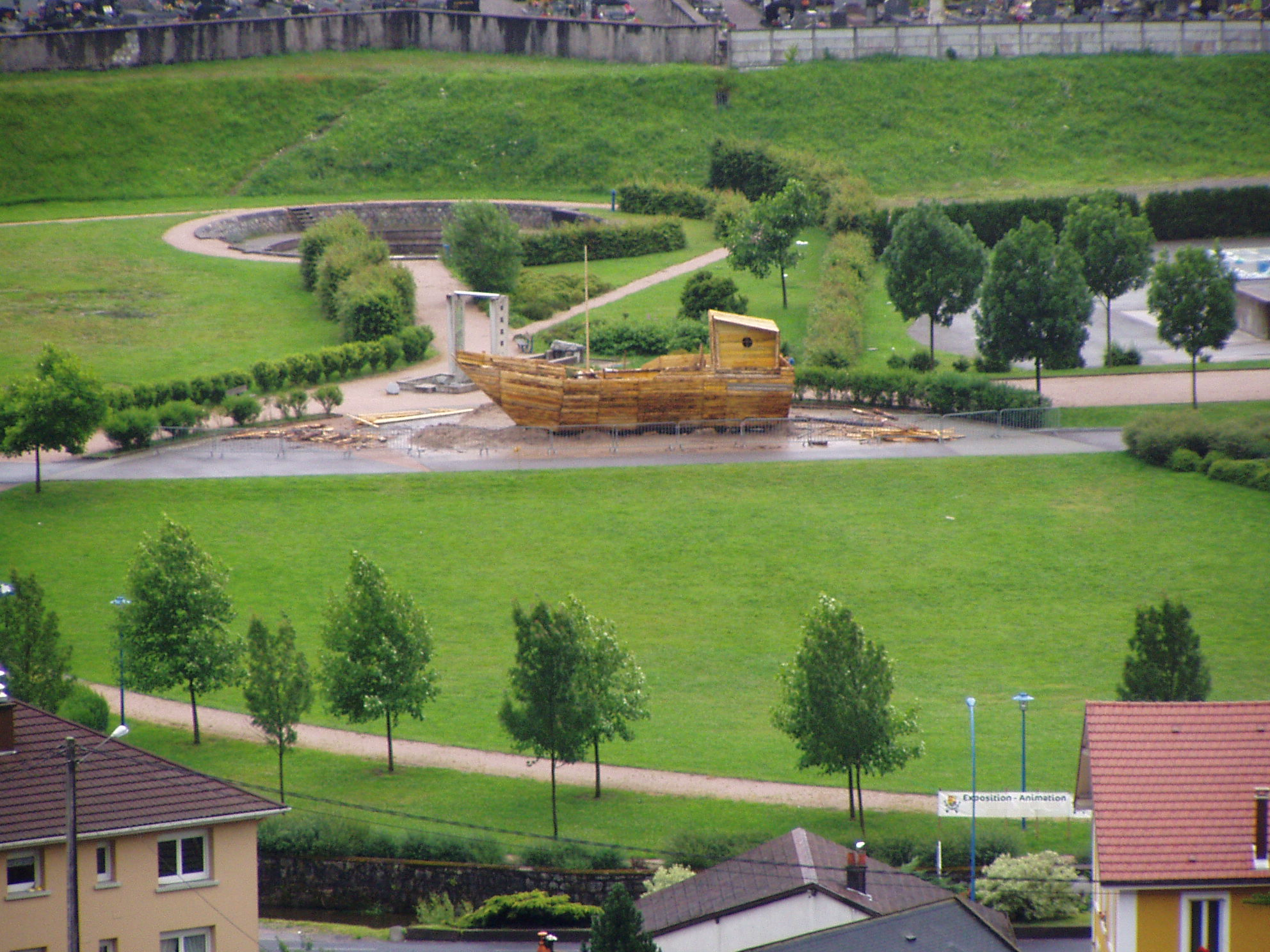
Een schip (met daarop een stropop) wordt verbrand tijdens le feu de la Saint Jean in Bussang (Frankrijk).
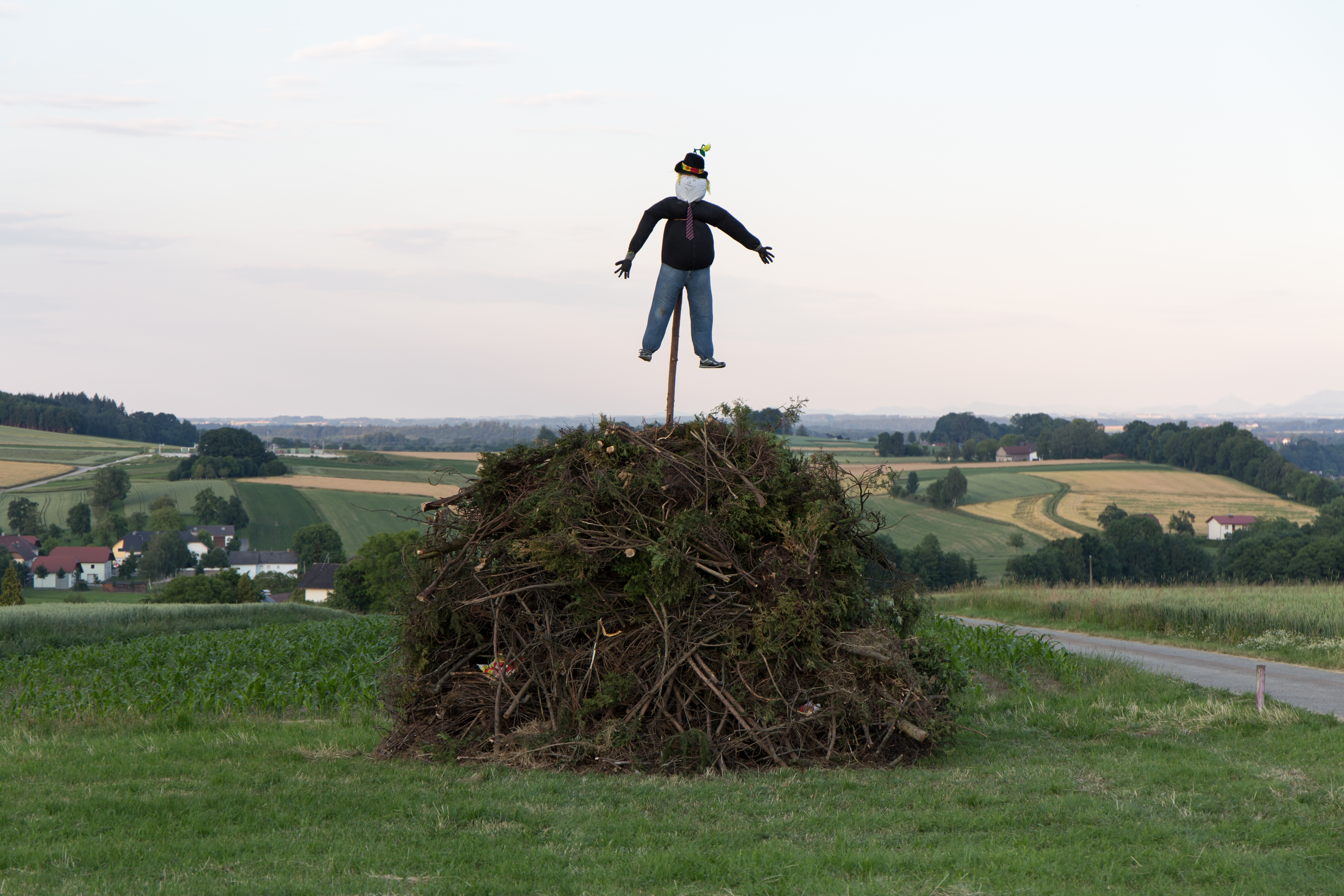
Het Petersfeuer in Oberndorf bei Schwanenstadt (Oostenrijk)
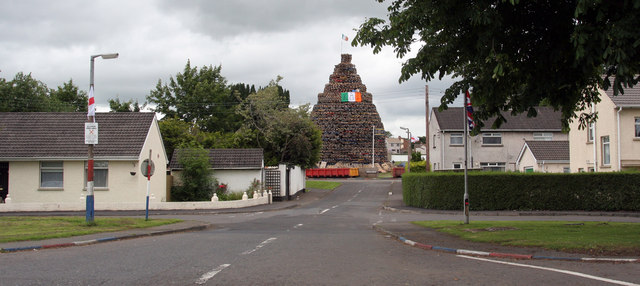
Een enorm bouwwerk wordt in brand gestoken op 11 juli in Antrim
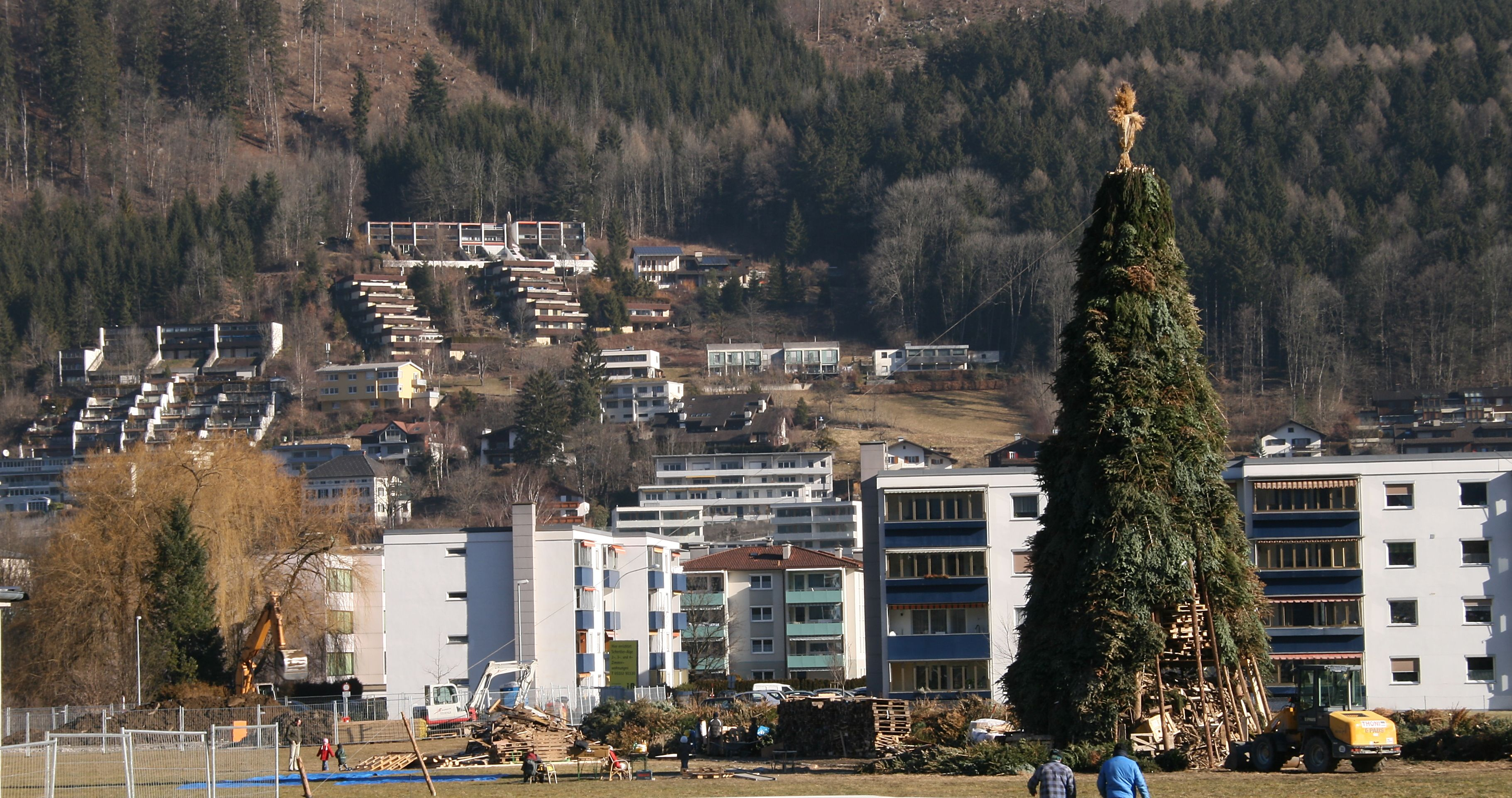
Een enorme stellage van hout wordt versierd met takken en daarboven wordt een pop geplaatst (Bludenz).
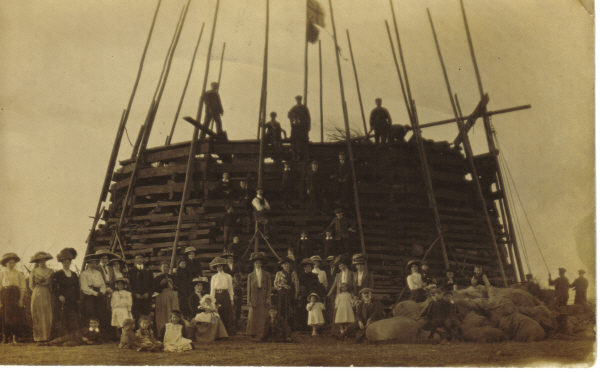
De opbouw van het vreugdevuur ter ere van het diamanten jubileum van Victoria van het Verenigd Koninkrijk, 1897
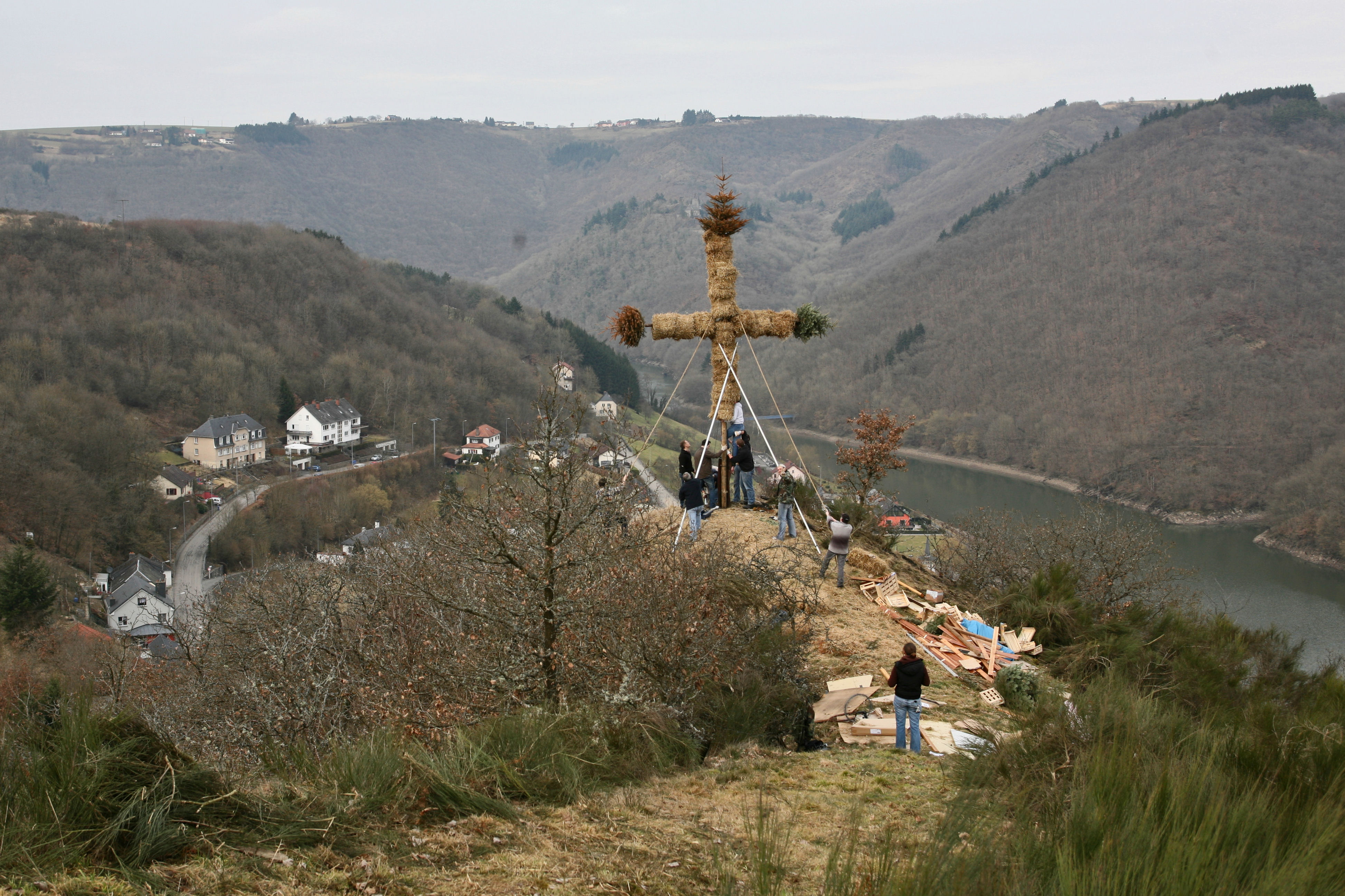
Voorbereidingen voor het buergbrennen in Luxemburg
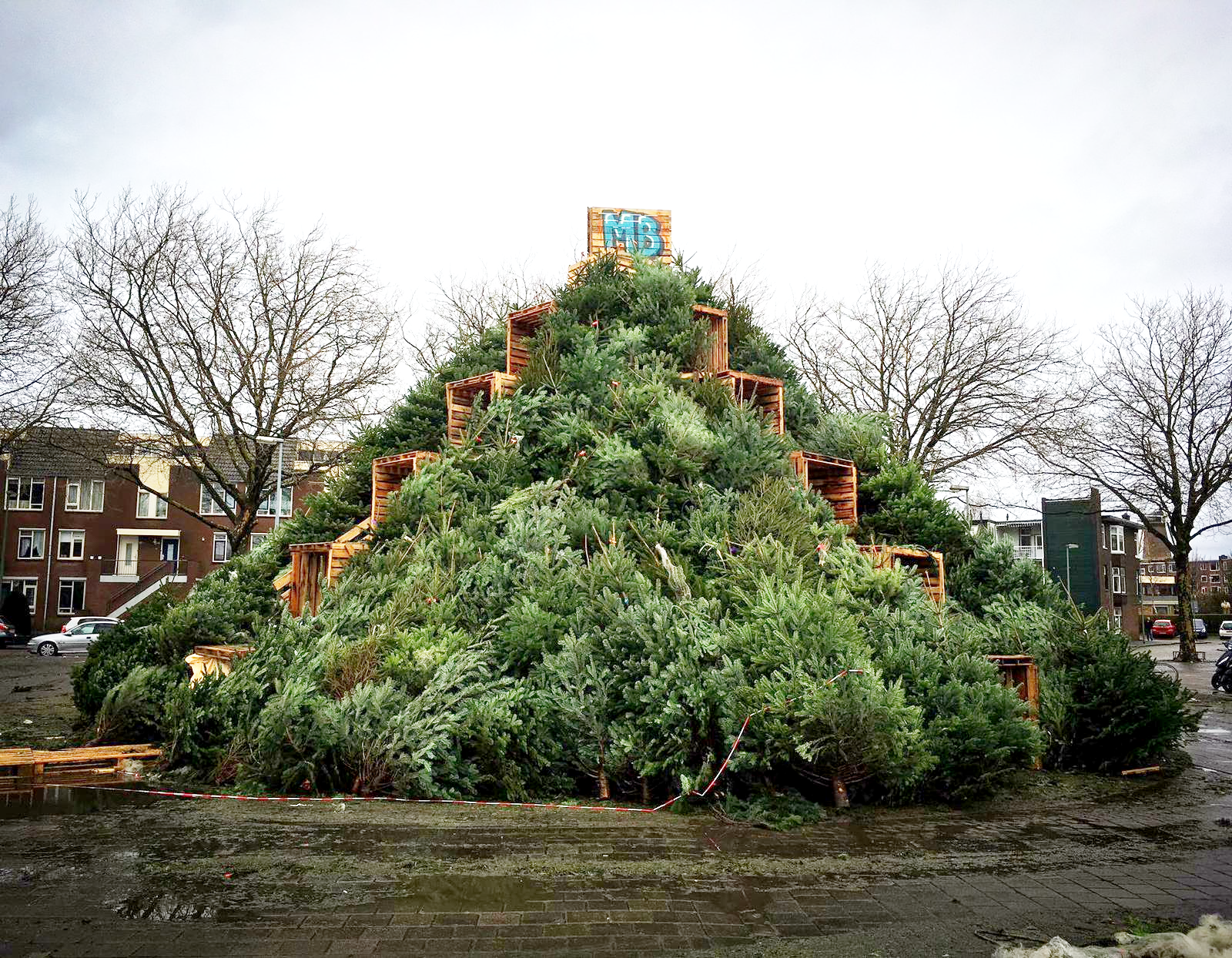
Vreugdevuur toren van de Marktbuurt uit Vlaardingen klaar voor de verbranding op 31 december om 00.00. Ook wel bekend als de Kerstbomenjacht.

## Voorbeelden

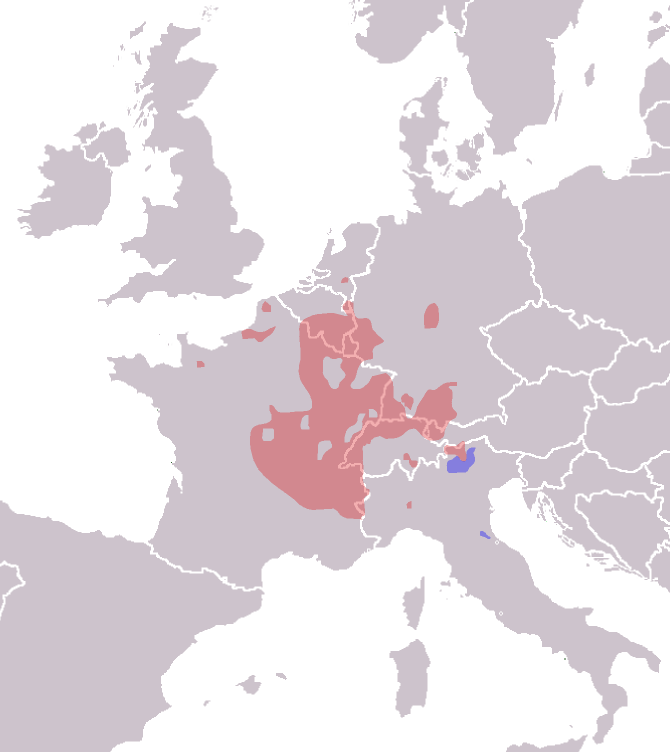
Verspreiding van het Funkenfeuer (rood) en vreugdevuren op 1 mei

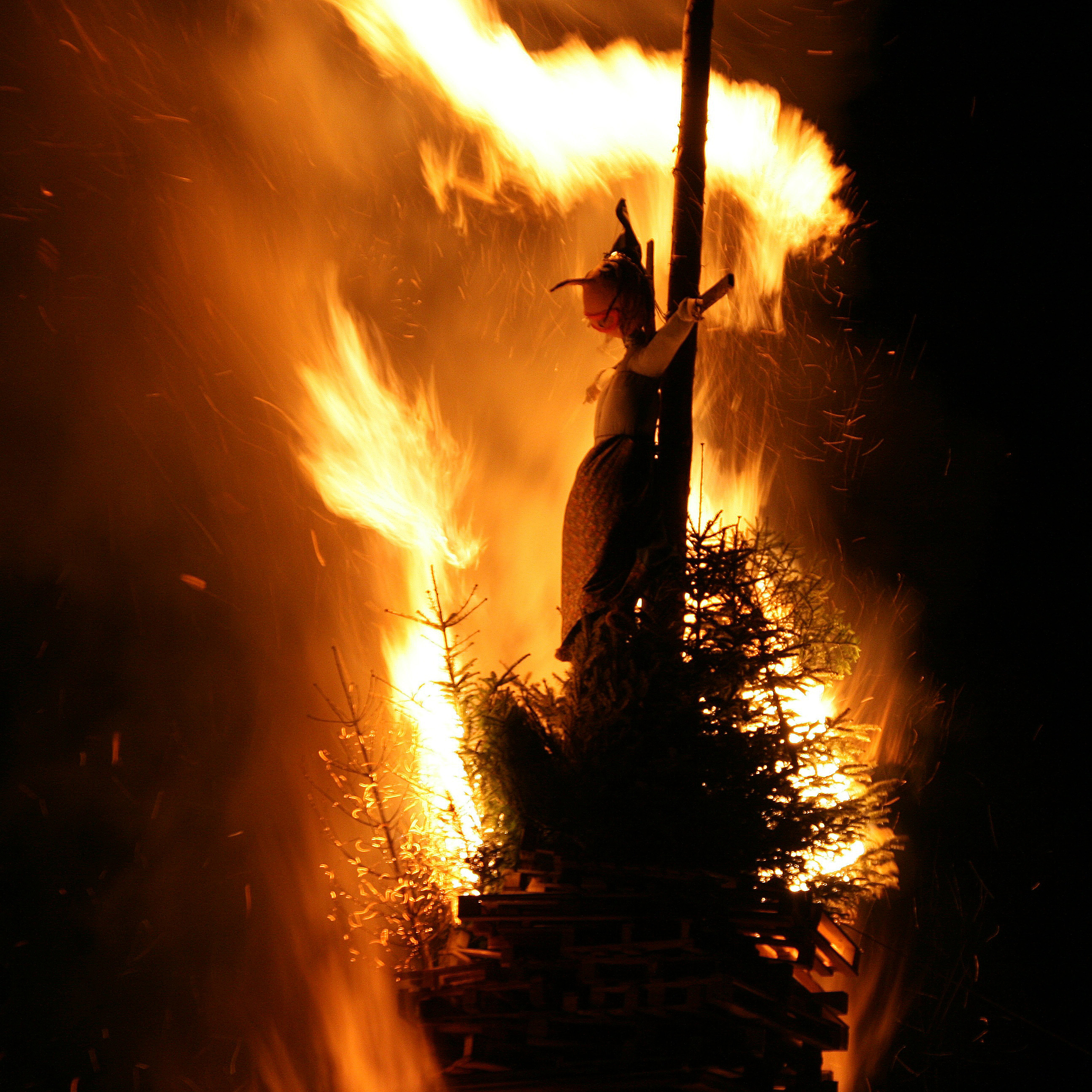
Het Funkenfeuer in Oostenrijk: een pop van een heks wordt verbrand

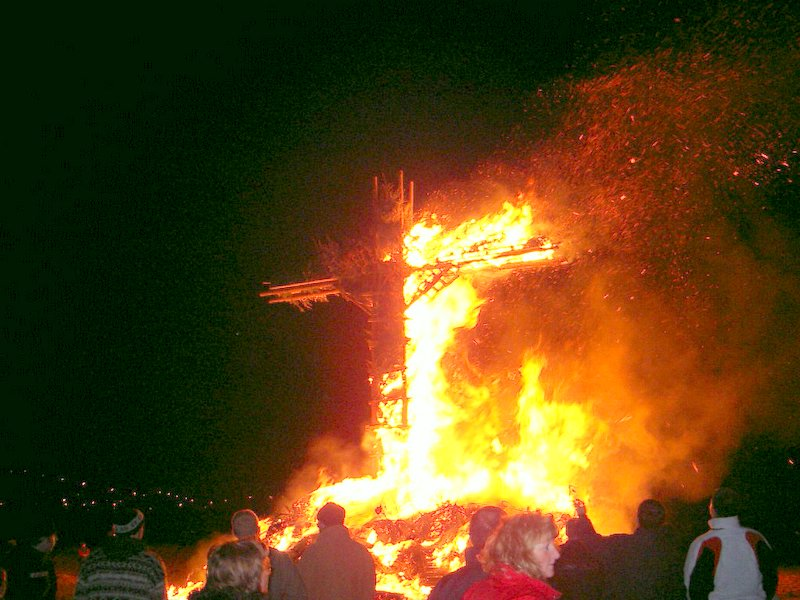
Een brandend kruis tijdens het Buergbrennen in Luxemburg

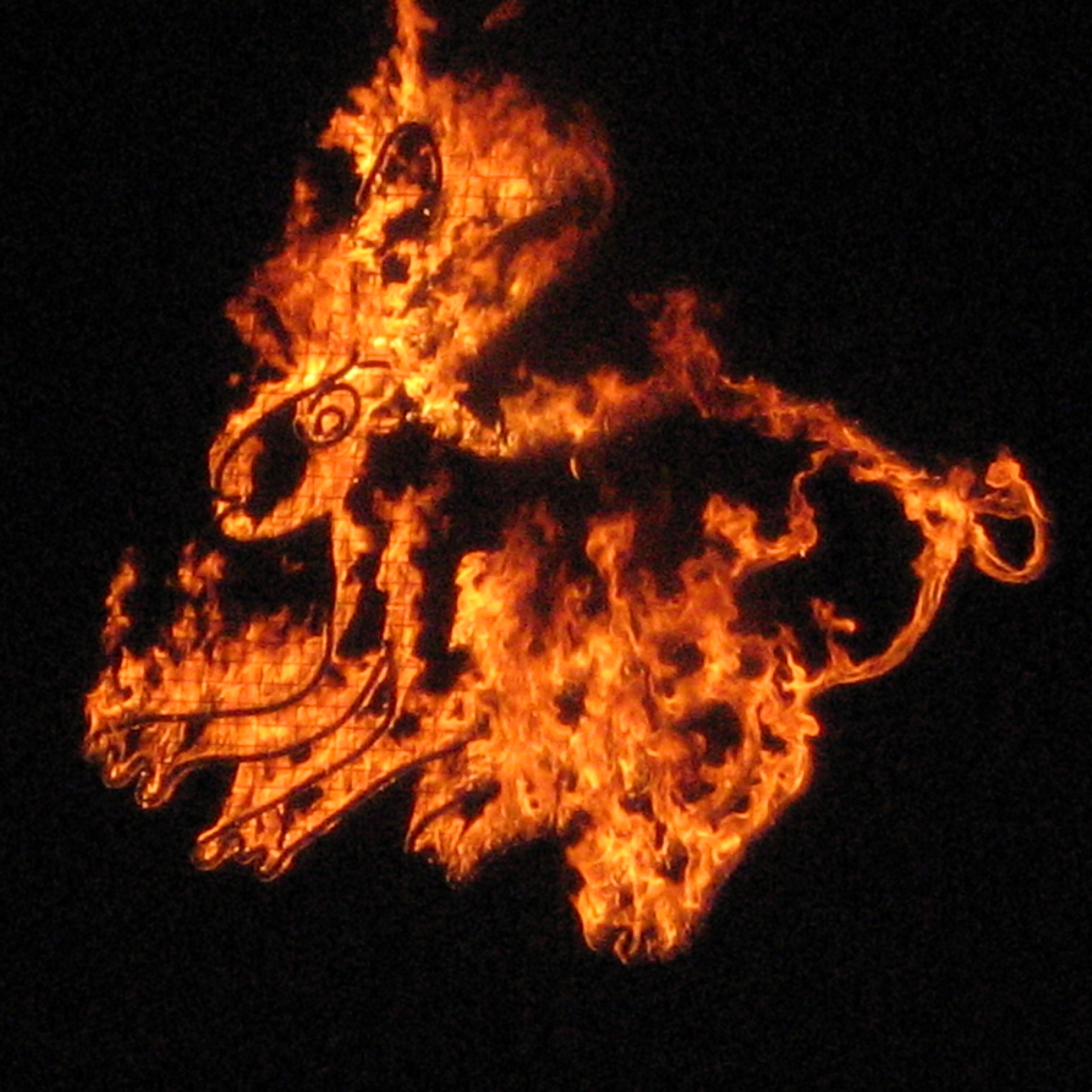
Een brandende haas tijdens imbolc

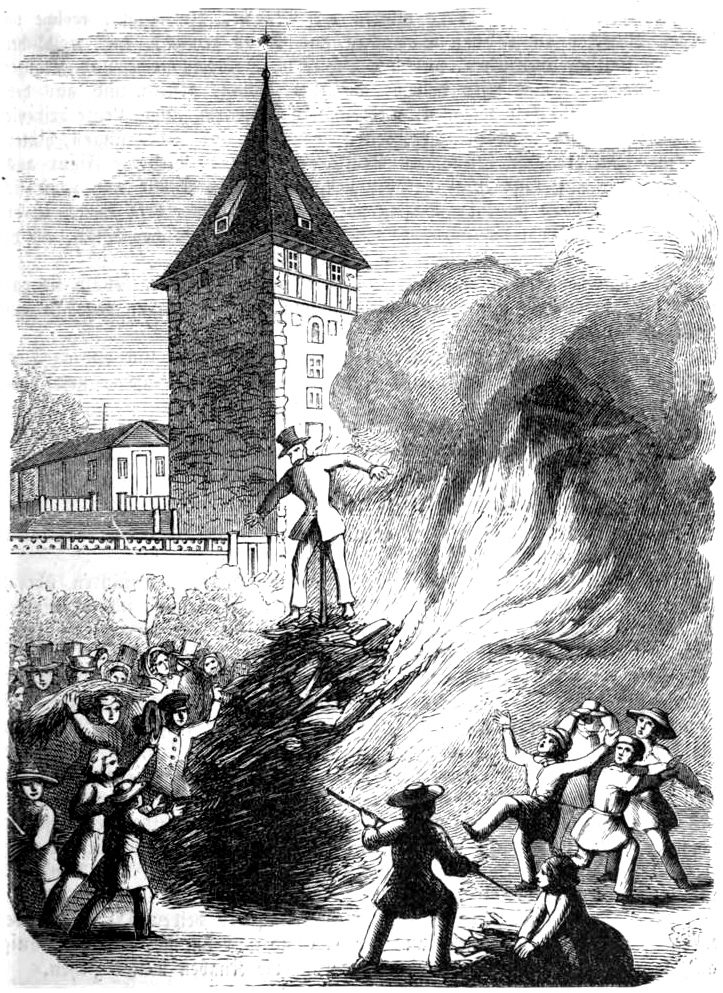
Das Winterverbrennen (De verbranding van de winter), 1863

- Op de eerste zondag na Aswoensdag wordt in Oostenrijk een pop van een heks verbrand op het Funkenfeuer. Vergelijkbare vreugdevuren zijn het Sechseläuten (Zürich), het Hüttenbrennen (Eifel) en het Burgbrennen (Luxemburg).
- Het Sint-Jansvuur is onderdeel van midzomerfeesten zoals Jonsok.
- Het biikebrennen (baken branden) in Noord-Friesland ter ere van Sint Pieter.
- Op Texel wordt een meierblis ontstoken op 30 april.
- Ook bij Walpurgisnacht en Beltane worden traditioneel vreugdevuren ontstoken. In bepaalde gebieden is een vreugdevuur een onderdeel van het feest van Sint Maarten.
- In Oost- en Noord-Nederland worden paasvuren aangestoken, het is uitgegroeid tot een competitie wie de hoogste brandstapel kan bouwen. Het wordt gezien als het begin van het nieuwe groeiseizoen, een traditie die is meegenomen toen de germanen uit India naar Europa trokken, afkomstig uit het Hindoeïsme. Rond 21 maart wordt bij hindoes de overwinning van het licht op het donker gevierd en het Nieuwjaar (Holi-feest). De traditie van paasvuren is in Europa dus waarschijnlijk al zo'n 7000 jaar.
- In de gemeente Den Haag wordt er elk jaar op oudejaarsavond bij zowel Scheveningen-Dorp en Duindorp een vreugdevuur gebouwd het is een wedstrijd wie de hoogste brandstapel kan bouwen. Op 1 januari 2019 liep leverde dit door de harde wind ernstig brandgevaar op. Daarna kwamen er extra voorwaarden.
- In Vlaardingen zijn de vreugdevuren tijdens de jaarwisseling een traditie sinds de jaren 1950. Het laatste vuur werd georganiseerd in 2018 in de Marktbuurt. Sindsdien geeft de gemeente geen vergunning meer.[2]
- in Meppel wordt ook elk jaar een vreugdevuur gebouwd die oudejaarsavond aangestoken wordt, dit vreugdevuur is ontstaan begin jaren 1950.

Het christendom probeerde de 'heidense' gebruiken te stoppen, maar dit lukte niet. Op sommige plaatsen werd het gebruik dan ook overgenomen en het 'heidense' element werd vervangen door een kruis.
- In Engeland wordt sinds 1605 op 5 november bonfire night gevierd, om de mislukte aanslag op het Britse parlement door Guy Fawkes te vieren.

## Afbeeldingen

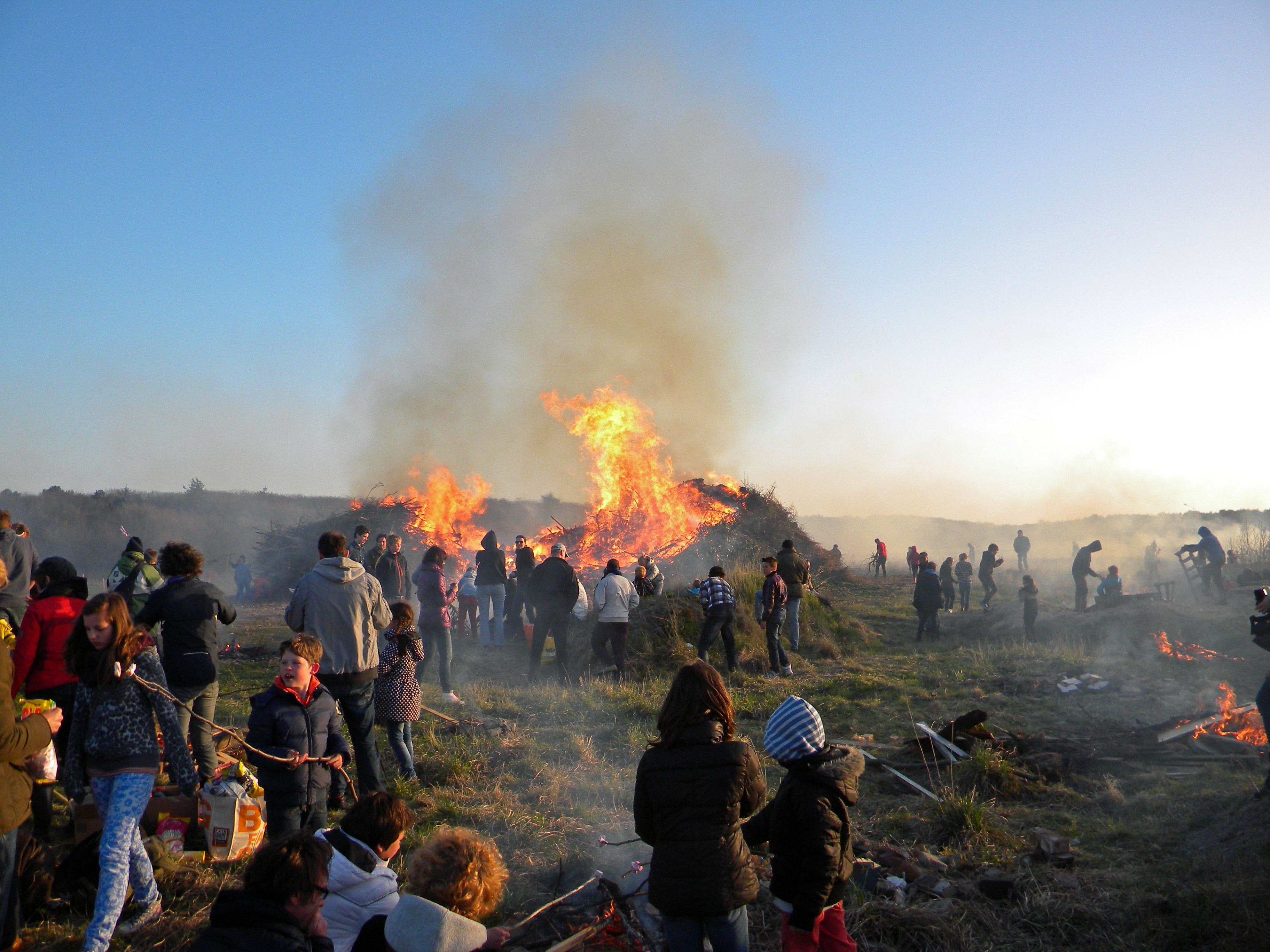
Meierblis bij De Koog op Texel
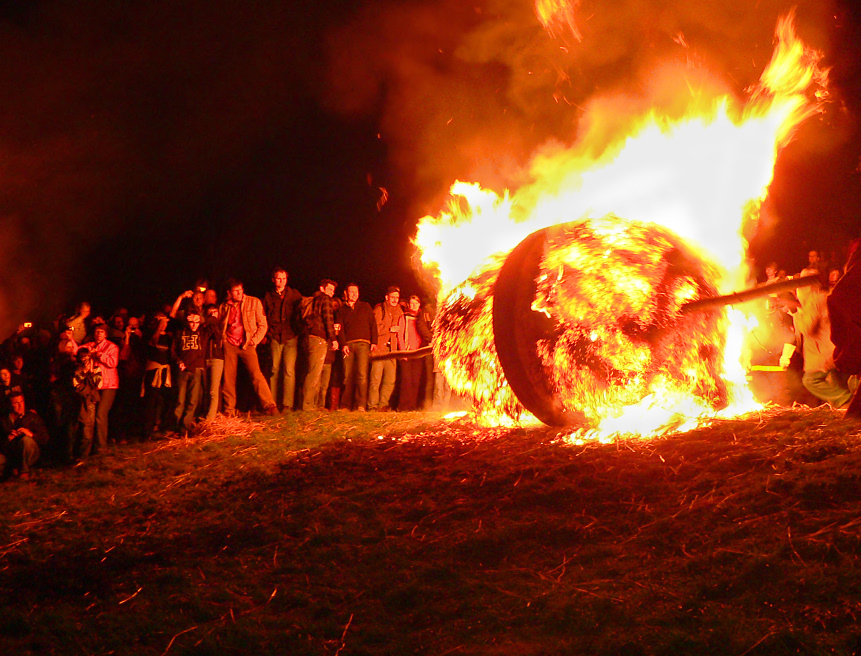
Een rollend Osterrad als onderdeel van paasfeest in Duitsland
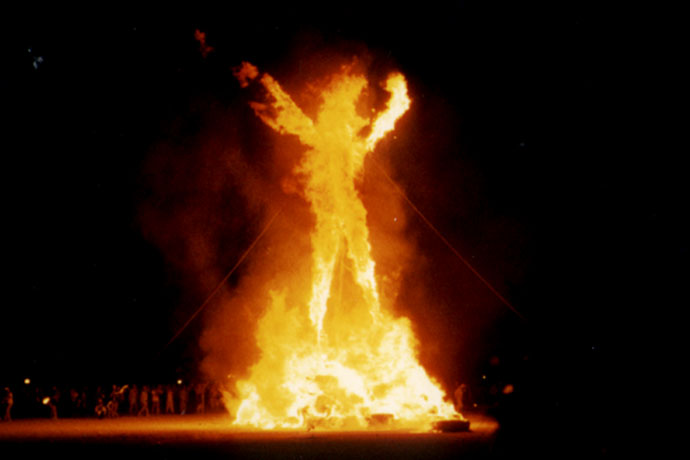
Een Wicker Man wordt verbrand ter afsluiting van Burning Man.
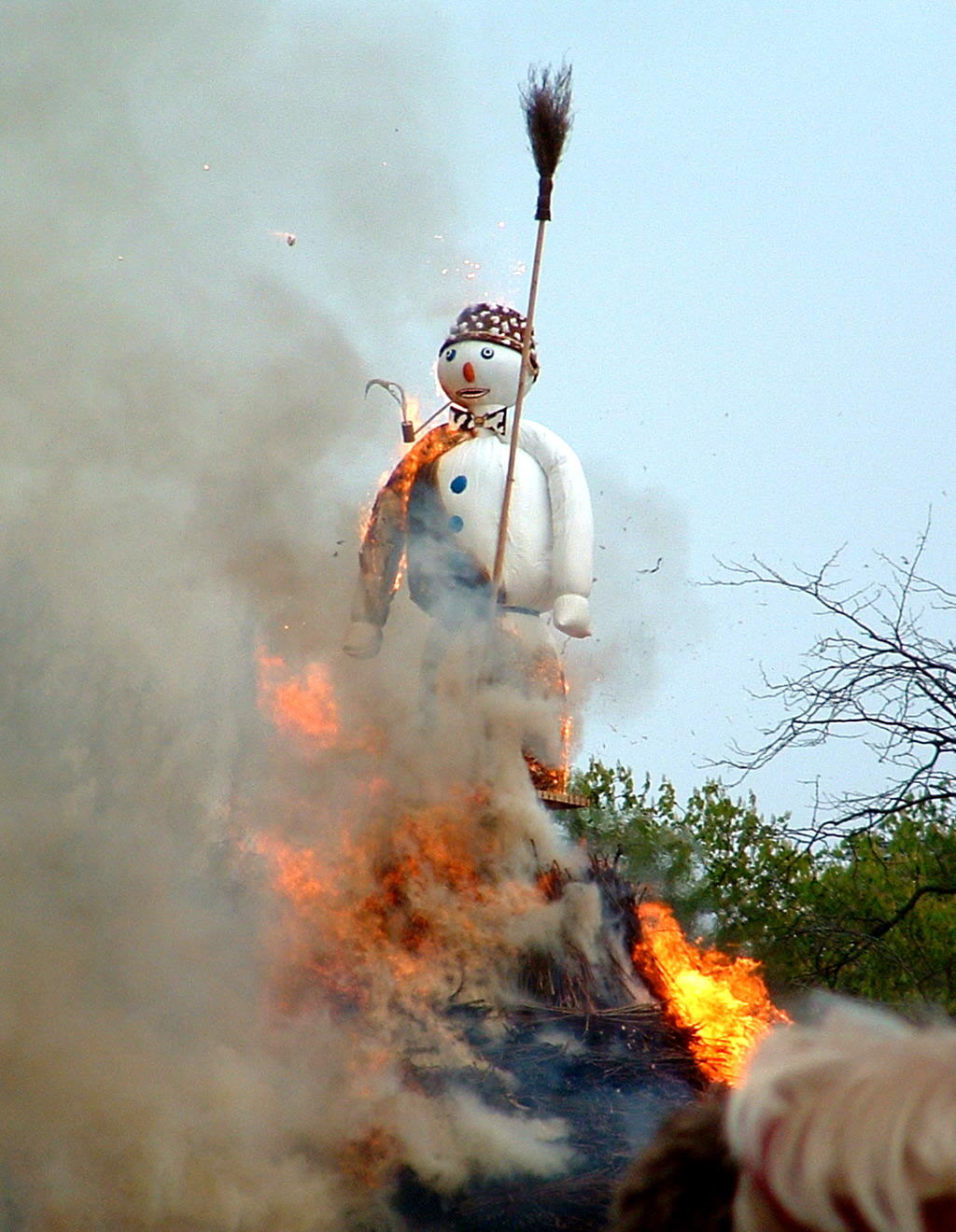
Tijdens het Sechseläuten wordt Böögg (een sneeuwpop die de winter voorstelt) verbrand.
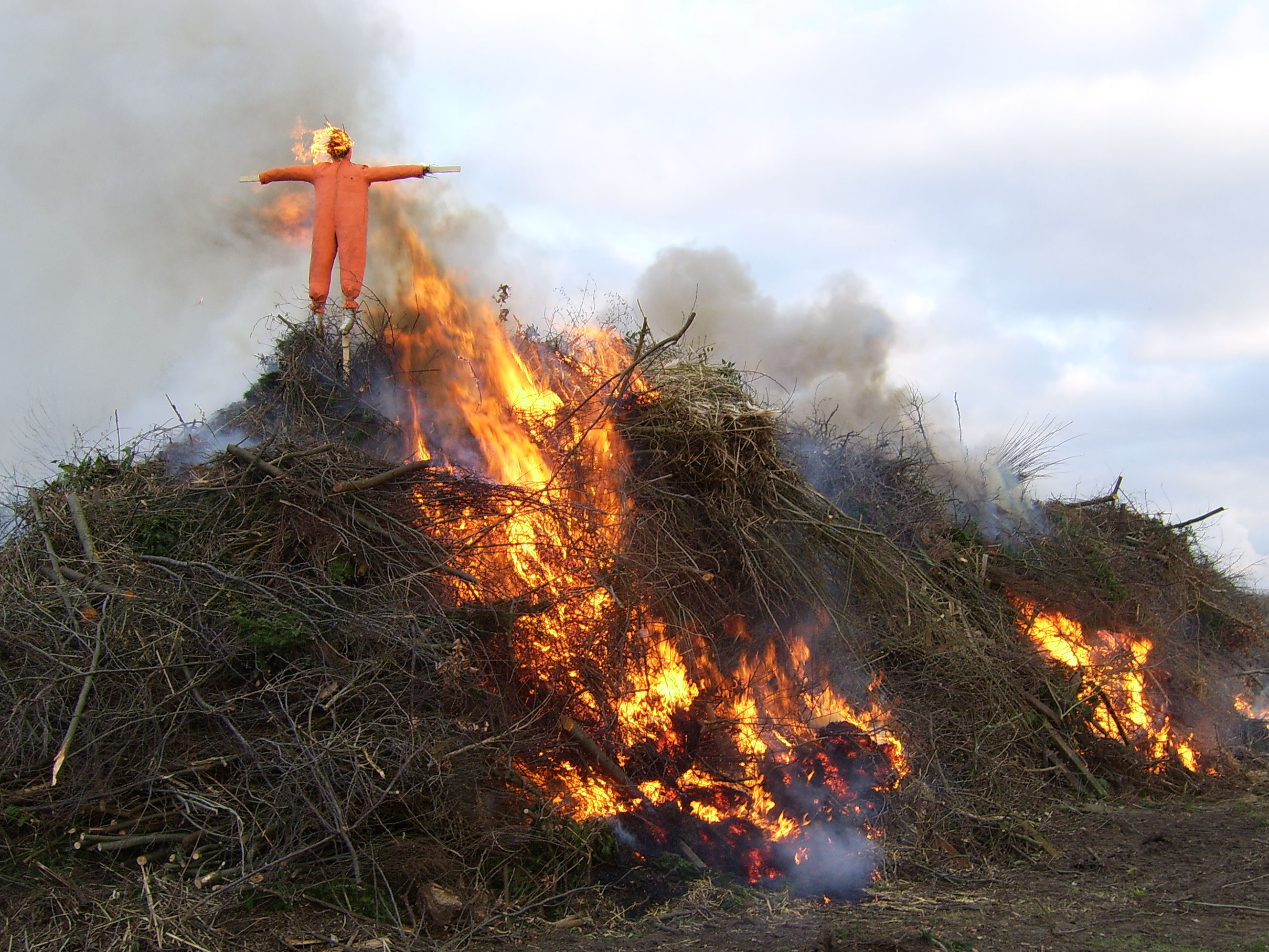
Bij het Osterfeuer (paasvuur') in Seestermühe wordt een stropop verbrand.
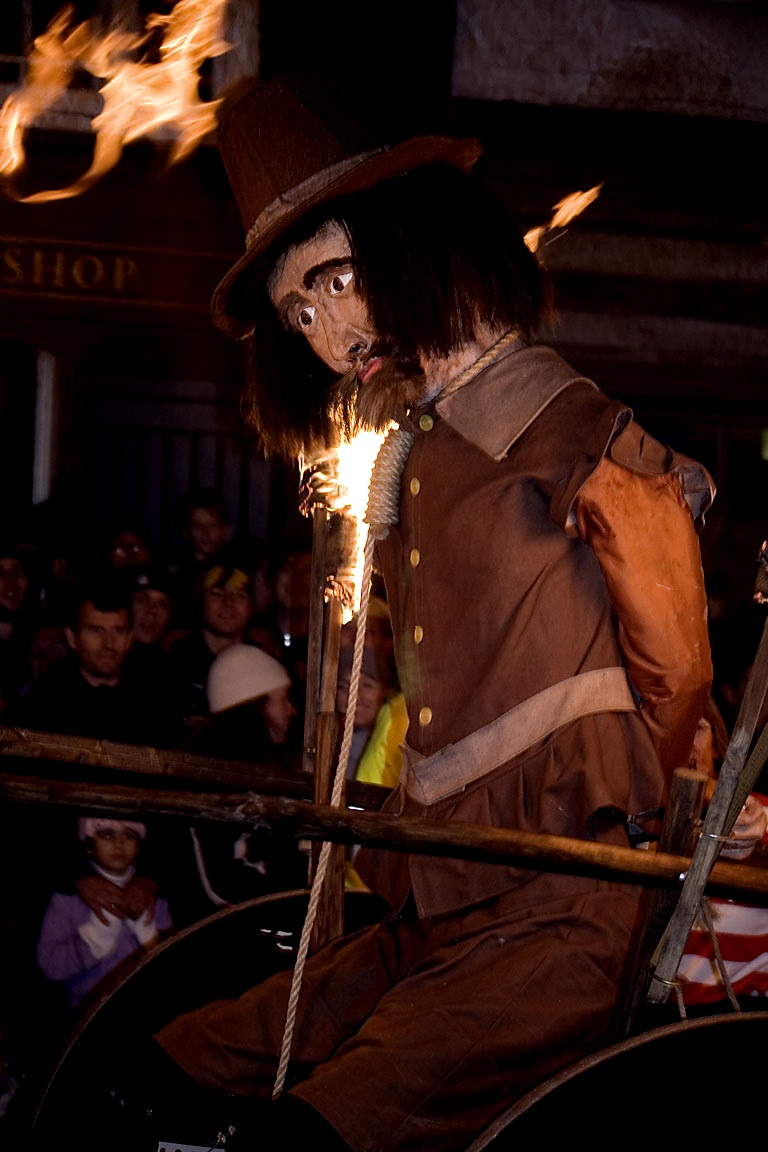
In het Verenigd Koninkrijk wordt een stropop van Guy Fawkes in brand gestoken tijdens Guy Fawkes Night.
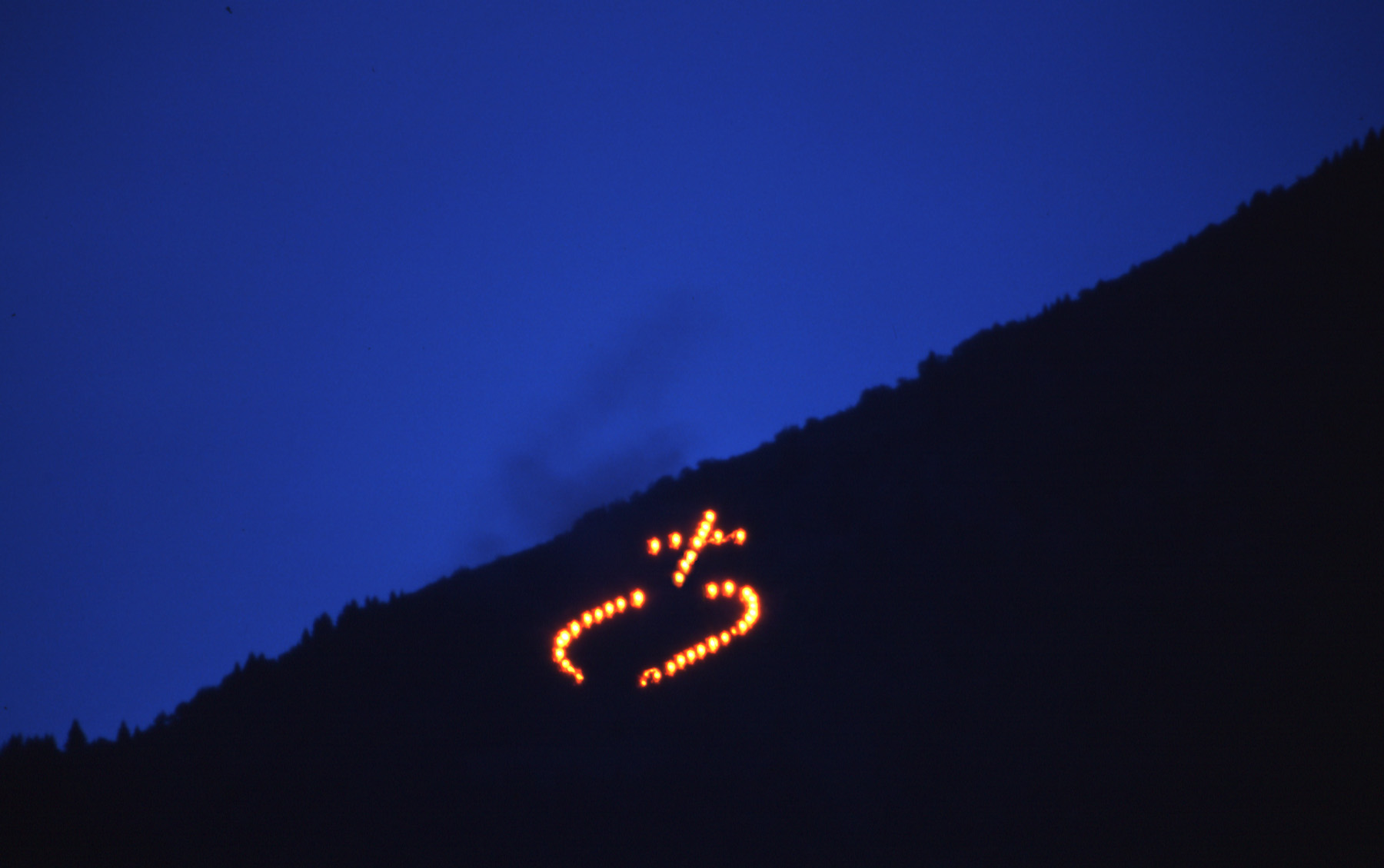
Herz Jesu Feuer, Zuid-Tirol
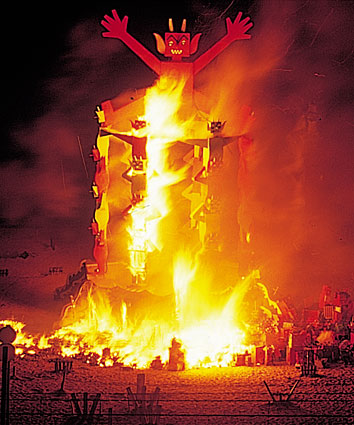
Cremada del Dimoni in Spanje
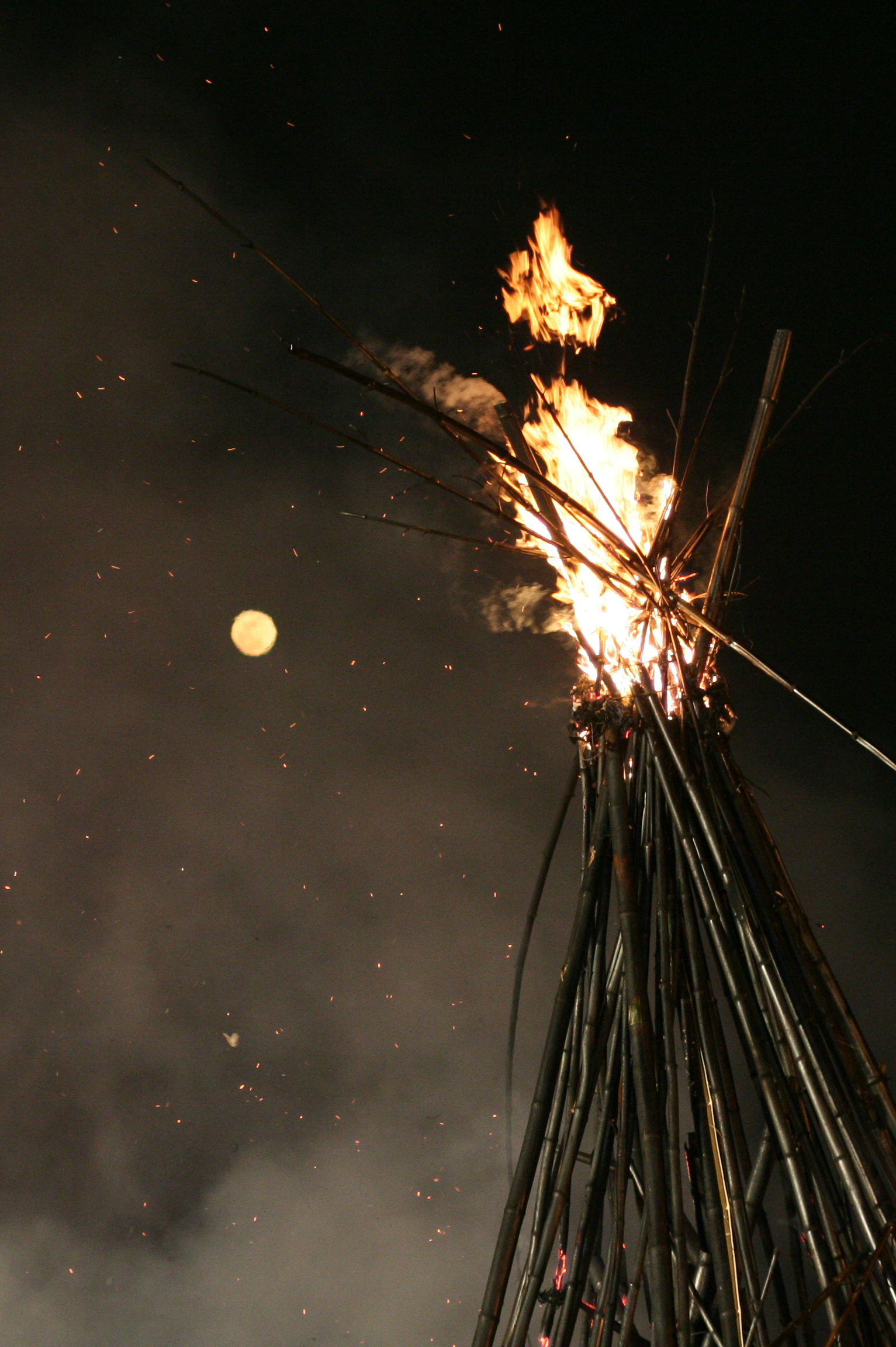
Vreugdevuur tijdens een vollemaansfestival in Korea
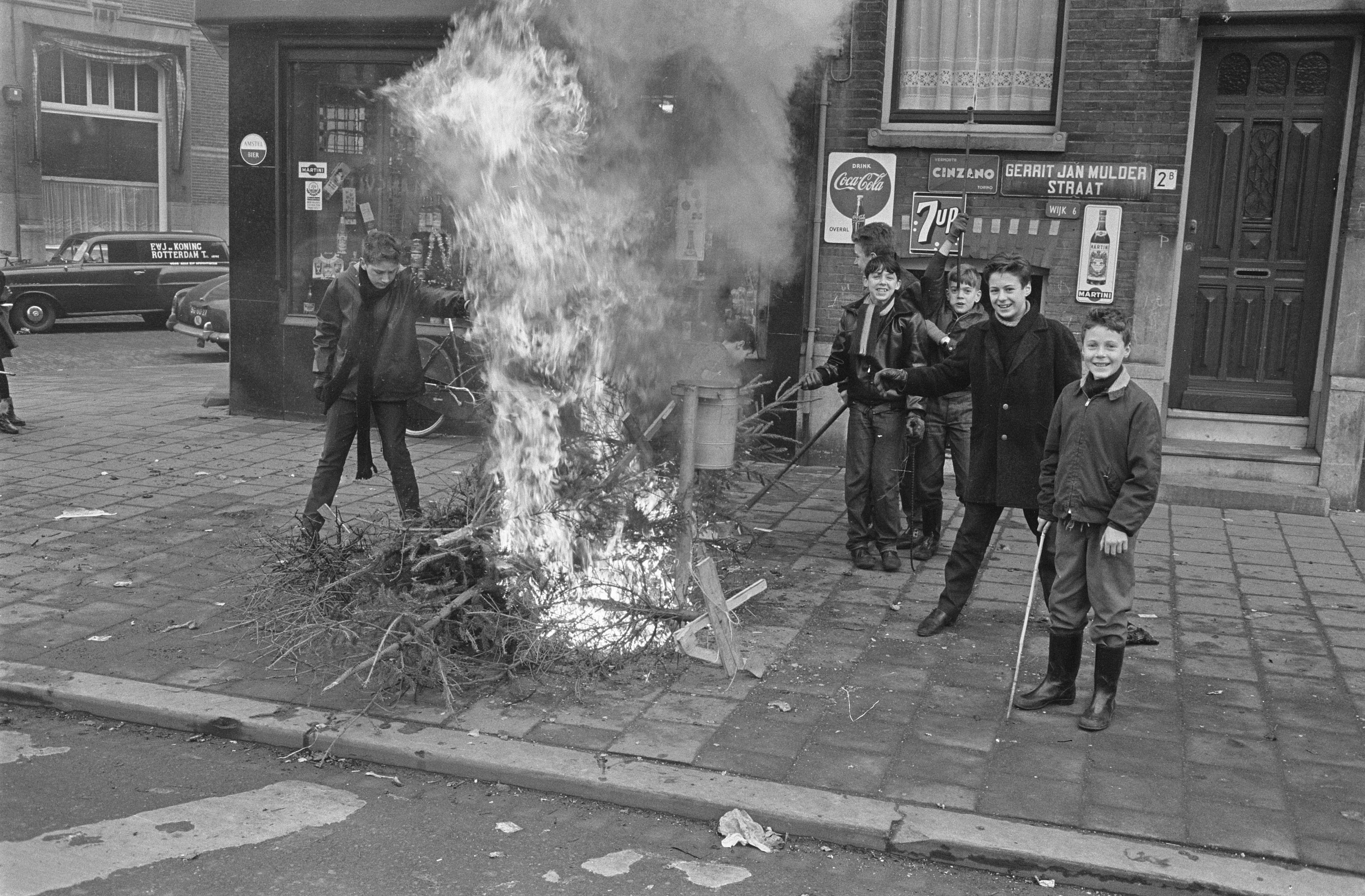
Kerstboomverbranding in Rotterdam, 1964

## Springen over het vuur
Op vele plaatsen wordt (of werd) er gesprongen over het vuur.

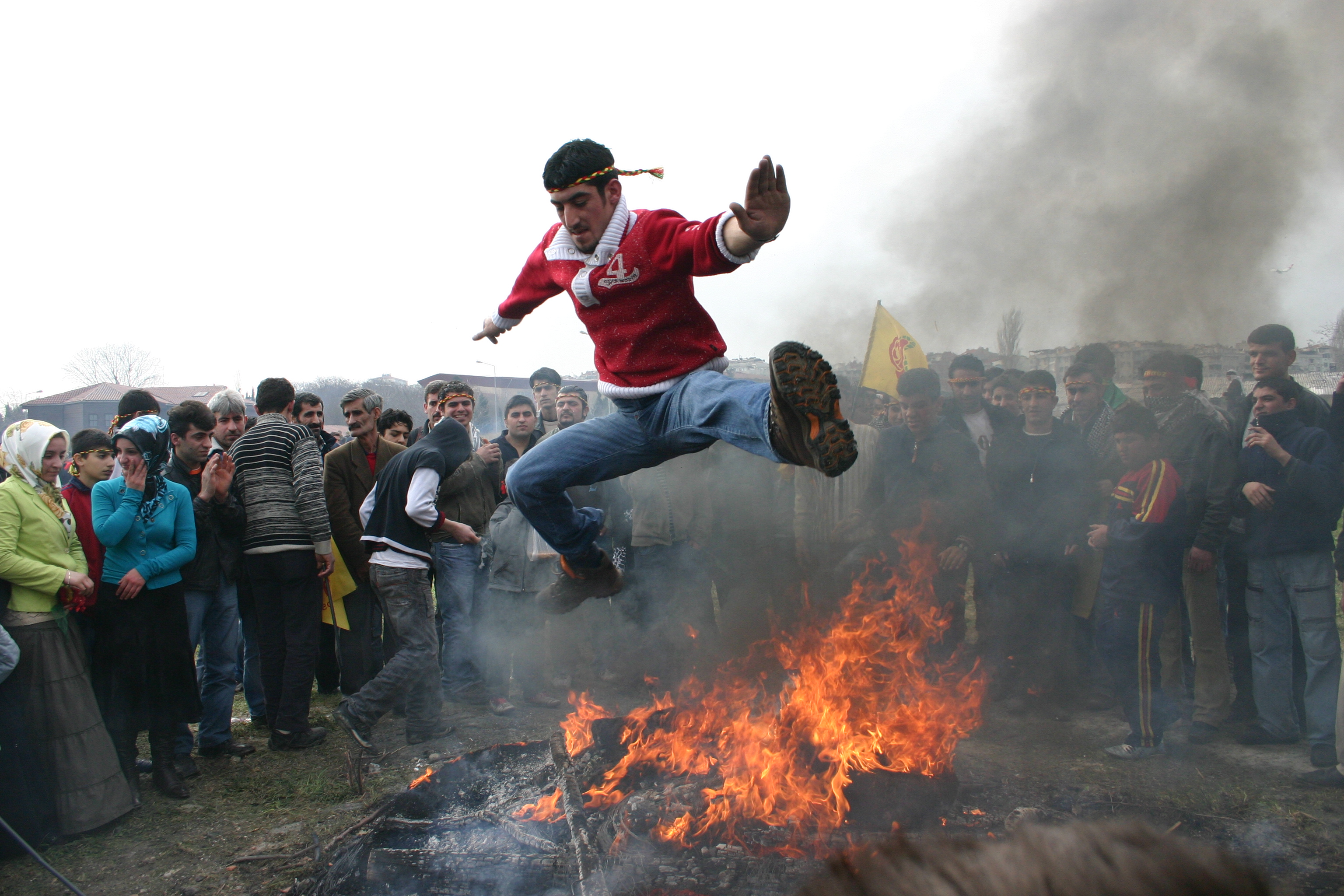
Springen over het vuur bij de viering van Noroez in Istanboel
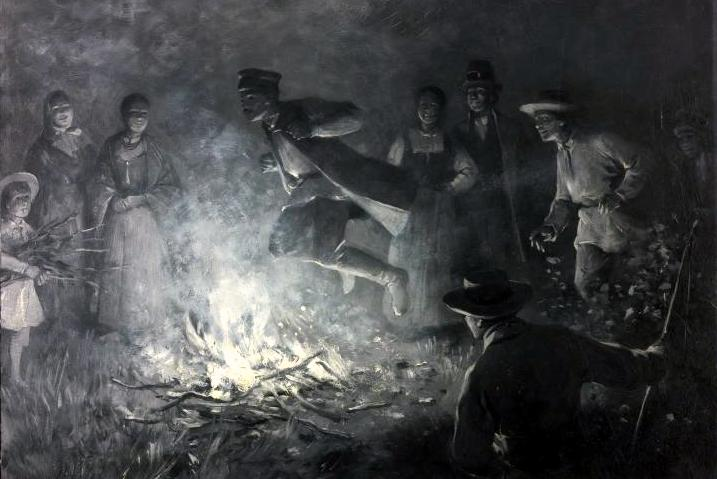
Springen over het vuur in Polen, Zygmunt Ajdukiewicz (voor 1898)
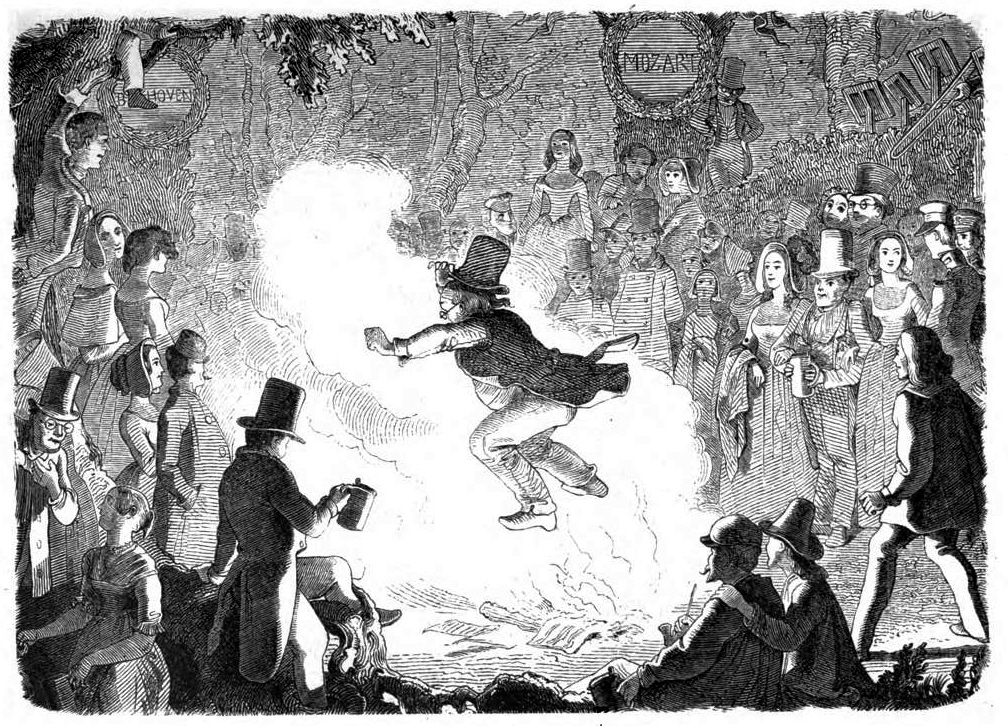
De Johannissprung in Münster (Duitsland), 1863
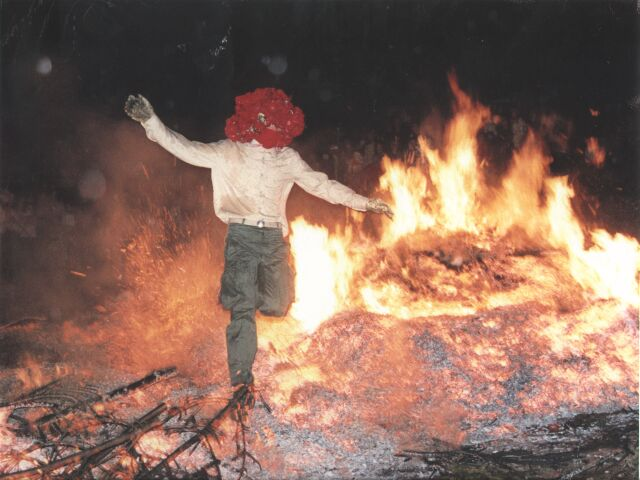
Jongeren lopen door het Sint_Jansvuur in Soultzbach-les-Bains (Frankrijk), 1999